# Amanecer de Nemunas
Amanecer de Nemunas (en lituano, PPNA), comúnmente abreviado como «Amanecer de Nemunas» (en lituano, NA), es un partido político populista y nacionalista de Lituania. Fue fundado en noviembre de 2023 por Remigijus Žemaitaitis, tras ser expulsado del partido Libertad y Justicia (PLT) debido a comentarios antisemitas. En junio de 2024, el partido obtuvo representación en el Seimas después de la incorporación de tres diputados: un exmiembro de la Unión de Campesinos y Verdes de Lituania (LVŽS) y dos exmiembros del Partido del Trabajo (LP).
Las clasificaciones ideológicas del partido varían. En temas sociales, suele describirse como de derecha, mientras que en asuntos económicos se le considera de centroizquierda. El partido se autodefine como de centroizquierda.

## Historia

### Antecedentes
En mayo de 2023, Remigijus Žemaitaitis publicó comentarios antisemitas en Facebook, en los que afirmaba que “los judíos y los rusos” oprimieron a los lituanos étnicos durante la Segunda Guerra Mundial y fueron responsables de la Masacre en la aldea de Pirčiupiai el 3 de junio de 1944. Los comentarios fueron recibidos con duras críticas y condenas por parte de los políticos lituanos, la comunidad judía lituana y numerosos embajadores en Lituania. Žemaitaitis afirmó más tarde que sus comentarios estaban dirigidos al Estado de Israel y afirmó que apoyaría una sentencia de muerte para Benjamin Netanyahu por sus acciones contra los palestinos en la Guerra de Gaza. La Fiscalía General terminó por iniciar una investigación sobre las acciones de Žemaitaitis. El 19 de mayo de 2023, Libertad y Justicia (PLT) dio por terminada la afiliación de Žemaitaitis al partido y Artūras Paulauskas se convirtió en presidente interino del partido.

### Fundación
El 11 de noviembre de 2023, Remigijus Žemaitaitis anunció la creación de un partido político con el nombre de Amanecer de Nemunas, llamado así por el río más grande del país y el primer periódico del país, Aušra, símbolo principal del Renacimiento Nacional Lituano del siglo XIX. También dijo que su partido planea participar en todas las elecciones celebradas en 2024 y nominar a su propio candidato presidencial. Anteriormente, Žemaitaitis dijo que había reunido a 3.164 personas para crear el partido, de las cuales 2.950 participaron en la convención fundadora. También afirmó que la mayoría de Libertad y Justicia (PLT) se ha unido a la nueva fuerza política.
El partido fue registrado el 16 de enero de 2024. El partido contaba con 2.296 miembros fundadores durante el registro. En esa época, la Fiscal General lituana, Nida Grunskienė, pidió al parlamento que despojara a Žemaitaitis de su inmunidad legal, afirmando que la investigación previa al juicio sugiere que Žemaitaitis “ridiculizó públicamente, expresó desprecio e incitó al odio contra un grupo de personas de nacionalidad judía”, después de lo cual el político anunció su candidatura a la presidencia como candidato de Amanecer de Nemunas. Dimitió del Seimas el 2 de mayo, después de que el Tribunal Constitucional de Lituania fallara a favor de su destitución. Žemaitaitis terminó en cuarto lugar en las elecciones presidenciales, recibiendo el 9,21% de los votos en la primera vuelta celebrada el 12 de mayo.
Agnė Širinskienė, exmiembro de la Unión de Agricultores y Verdes de Lituania (LVŽS), y Aidas Gedvilas y Artūras Skardžius, exmiembros del Partido del Trabajo (LP), se unieron el 19 de junio de 2024. Con la dimisión previa de Žemaitaitis del parlamento, la representación del partido aumentó a 3 miembros del Seimas.
En julio de 2024, las encuestas mostraron que alrededor del 36,5% de los votantes considerarían votar por el partido. Los partidarios del Partido del Trabajo (LP), del Partido de las Regiones de Lituania (LRP) y de la Unión de los Campesinos y Verdes (LVŽS) fueron los que tenían una visión más positiva de Žemaitaitis. Žemaitaitis también fue visto con buenos ojos por un gran porcentaje de votantes de partidos de centroizquierda y alrededor de una quinta parte de los votantes Movimiento Liberal (LS), mientras que los partidarios del partido de centroderecha Unión de la Patria (TS-LKD) fueron los menos propensos a apoyarlo. En agosto, el partido superó el 10% en algunas encuestas, superando en ese momento al gobernante Unión de la Patria (TS-LKD).

### Elecciones parlamentarias de 2024
Antes de las elecciones parlamentarias de 2024, la primera ministra Ingrida Šimonytė de Unión de la Patria y el presidente Gitanas Nausėda advirtieron a los partidos contra la formación de una coalición con Amanecer de Nemunas debido a las declaraciones antisemitas de Žemaitaitis. El líder del TS-LKD y Ministro de Relaciones Exteriores, Gabrielius Landsbergis, instó a otros partidos a formar un cordón sanitario contra el partido. Tras las advertencias del presidente y la primera ministra, el Partido Socialdemócrata de Lituania (LSDP), que inicialmente había visto a Amanecer de Nemunas como un socio potencial después de las elecciones, descartó formar una coalición con el partido.
Las elecciones se celebraron en dos vueltas los días 13 y 27 de octubre de 2024. Amanecer de Numunas quedó en tercer lugar en las elecciones generales, recibiendo alrededor del 15% de los votos y asegurando 20 escaños en el Seimas (14 por el reparto proporcional y 6 escaños de los distritos uninominales).  El 7 de noviembre, los socialdemócratas dieron marcha atrás en su posición anterior e invitaron a Amanecer de Nemunas, junto con el partido político Unión de Demócratas "Por Lituania" (DSVL), a formar una coalición de gobierno.
El 8 de noviembre, el New York Times publicó un artículo sobre el partido político, centrándose principalmente en la reputación de antisemitismo de Žemaitaitis. Ese mismo día, más de treinta organizaciones no gubernamentales con sede en Lituania firmaron una carta abierta a los socialdemócratas contra la inclusión de Amanecer de Nemunas en el gobierno, afirmando que la inclusión del partido dañaría los derechos humanos, la democracia y la seguridad nacional, así como la reputación internacional del país. El 8 de noviembre, el senador estadounidense Ben Cardin del Partido Demócrata, presidente del Comité de Relaciones Exteriores del Senado, también publicó una declaración condenando la decisión. Otras críticas vinieron de los diputados alemanes Roderich Kiesewetter de la CDU y Michael Roth del SPD, el senador polaco Michał Kamiński de la Unión de Demócratas Europeos parte de la Tercera Vía, y la embajada de Israel en Lituania.
Tanto Remigijus Žemaitaitis como el futuro primer ministro (vicepresidente del LSDP) Gintautas Paluckas afirmaron que la protesta extranjera había sido instigada por sus oponentes políticos. Paluckas también declaró que Žemaitaitis no ocuparía un puesto en el gabinete. Žemaitaitis envió una carta a los embajadores de los países de la OTAN y la UE, así como a Israel, explicando su postura de que no era antisemita y que sólo había querido criticar las acciones de Israel contra los palestinos. En la carta también mencionó que se había reunido con la comunidad judía de Kaunas durante la campaña para expresar su solidaridad. El acuerdo de coalición firmado por LSDP, DSVL y Amanecer de Nemunas incluía una cláusula sobre la lucha contra el antisemitismo.
A pesar de estas garantías, el 14 de noviembre, día de la primera sesión del XIV Seimas, se celebraron protestas en Vilna contra Amanecer de Nemunas, y el 21 de noviembre, fecha en la que Gintautas Paluckas fue confirmado como nuevo primer ministro. Durante la segunda protesta, Paluckas hizo una aparición y trató de disipar las preocupaciones sobre la coalición, pero los manifestantes le gritaron "vergüenza" en varias ocasiones.
El 28 de noviembre de 2024 se presentó oficialmente al presidente Nausėda la lista de candidatos para el Gabinete de Paluckas. Incluía tres candidatos propuestos por Amanecer de Nemunas: Ignas Hofmanas para Ministro de Agricultura, Sigitas Podėnas para Ministro de Medio Ambiente y Virginijus Kulikauskas para el Ministro de Justicia. Ninguno de ellos era formalmente parte del partido pero fueron nominados por el.
El 29 de noviembre de 2024, el Grupo del Partido Popular Europeo y los grupos Renovar Europa del Parlamento Europeo publicaron una carta instando al LSDP y al DSVL a excluir a Amanecer de Nemunas de la coalición gobernante debido a preocupaciones sobre el antisemitismo.

## Ideología
Amanecer de Nemunas se describe a sí mismo como un partido de centroizquierda, liberal clásico y cristiano. El líder del partido, Remigijus Žemaitaitis, propuso formar una coalición de "centroizquierda" sin la Unión de la Patria. Según Žemaitaitis, el partido se inclina "hacia el centro-izquierda en cuestiones sociales relacionadas con el bienestar de la gente", pero está "hacia la derecha cuando se trata de lo que constituye la condición de Estado: nuestra lengua, cultura e identidad nacional". 
El partido ha sido descrito como populista. Según el politólogo Virgis Valentinavičius, Žemaitaitis invoca deliberadamente tropos antisemitas comunes como "parásitos judíos" para atraer a votantes con bajo nivel educativo. Europe Elects describe al partido como de derecha. En noviembre de 2023, poco después de fundarse el partido, Delfi lo describió como de centroderecha. El partido fue descrito en 2024 por el politólogo Vladimiras Laučius como nacionalista, por Deutsche Welle como nacionalista de derecha, y por bne Intellinews como de derecha radical. El partido también ha sido descrito como de centroizquierda, o como una combinación de políticas de izquierda económica y de derecha social.  Linas Kojala, director del centro de estudios Eastern Europe Studies Centre, dijo que "es muy difícil describir qué tipo de ideología representan y dónde se ubican en la escala de izquierda a derecha".
En el plano económico, el partido mantiene algunas posiciones de izquierda. Apoya la creación de un banco estatal y de un fondo de carreteras, la concesión de exenciones fiscales a las familias numerosas y la toma de control estatal de las acciones del holding energético estatal Ignitis. Por el contrario, rechaza los programas agrícolas “verdes” de la Unión Europea y apoya concesiones para las pequeñas y medianas empresas. Apoya la paralización de las reformas en materia de educación durante cuatro años y la auditoría de la reorganización de la red de escuelas e instituciones de salud. El programa del partido afirma que la política exterior de Lituania debe servir en primer lugar a la propia seguridad del país y a los intereses de sus ciudadanos. El partido no rechaza directamente la ayuda a Ucrania, aunque Žemaitaitis ha dicho que Lituania debería poder comerciar con Rusia si otras naciones occidentales lo hacen. Se compromete a no aumentar el impuesto al valor agregado para financiar la defensa nacional.

## Resultados

### Elecciones legislativas
| Año  | Líder                 | Votos   | %                | Escaños | Gobierno  |
| ---- | --------------------- | ------- | ---------------- | ------- | --------- |
| 2024 | Remigijus Žemaitaitis | 186.305 | \| \| 15,26 % \| | 20/141  | Coalición |
|      | 15,26 %               |         |                  |         |           |